# Чорномаз Богдан Анатолійович
Богдан Анатолійович Чорномаз (нар. 2 квітня 1996, Прилуки Чернігівської області) — український легкоатлет, який спеціалізується в який спеціалізується в бігу з бар'єрами, багаторазовий призер національних першостей. Майстер спорту.

## Спортивна кар'єра
У дитинстві відвідував різноманітні спортивні секції, перевагу віддавав єдиноборствам, але у 12 років змушений був залишити секцію єдиноборств. Спочатку спробував себе у футболі на позиції воротаря, але через високу швидкість був запрошений тренером у секцію легкої атлетики. З самого початку показував гарні результати, став чемпіоном України у своїй віковій категорії.
Перший тренер у легкій атлетиці — Анатолій Ракецький.
У 2013 взяв участь у чемпіонаті світу серед юнаків у Донецьку, де у бігу на 110 метрів з бар'єрами посів 19 місце з 67 учасників.
У 2014 взяв участь у чемпіонаті світу серед юніорів у Юджині, де у бігу на 110 метрів з бар'єрами посів 22 місце з 57 учасників.
Наприкінці 2014 року помирає тренер Микола Батрух. Продовжує тренування в групі тоді ще діючого спортсмена Сергія Копанайка.
У 2016 виконав норматив майстра спорту.
У 2017 посів 9 місце на чемпіонаті Європи серед молоді у Бидгощі.
У 2018 перейшов тренуватись до тренерського подружжя Сергія Басенка та Анастасії Рабченюк.
Взимку 2019 виконав норматив для участі у чемпіонаті Європи в приміщенні, проте далі кваліфікаційних змагань не пройшов.
На ІІ Європейських іграх 2019 у Мінську взяв участь у новому виді програми — динамічній новій легкій атлетиці (DNA). Виступав у бігу на 110 м з бар'єрами. За результатами фіналу динамічної нової легкої атлетики (DNA) здобув з командою України золото.
Після Європейських ігор зайнявся лікуванням травм та реабілітацією.
Взимку 2020/2021 знову почав змагатись на дистанції 60 метрів з бар'єрами. Виконав кваліфікаційний норматив на чемпіонат Європи в приміщенні в місті Торунь. В кваліфікаційному раунді показав особистий рекорд 7.86 сек та пройшов до стадії півфіналу. У півфіналі повторив особистий рекорд, але для проходу до фіналу цього виявилось недостатньо. В загальному зайняв 20 позицію.
Впродовж останніх років паралельно займається тренерською діяльністю. Співпрацює з Team One Mizuno та Gigolo ultimate, також з індивідуальними фізичними особами.

## Родина
Батьки Богдана — майстри спорту. Батько  Чорномаз Анатолій Григорович — в юнацькому та юніорському віці займався важкою атлетикою, мати  Чорномаз Світлана Іванівна — була в складі збірної СРСР з біатлону.
Одружений з легкоатлеткою Наталією Пироженко.

## Державні нагороди
- Орден «За заслуги» III ст. (15 липня 2019) — за досягнення високих спортивних результатів ІІ Європейських іграх у м. Мінську (Республіка Білорусь), виявлені самовідданість та волю до перемоги, піднесення міжнародного авторитету України[3].